# ولپن (فیلم)
وُلپن (فرانسوی: Volpone‎) یک فیلم فرانسوی به کارگردانی موریس تورنو و ژاک دو بارونسلی است که در سال ۱۹۴۱ منتشر شد. این فیلم اقتباسی از نمایشنامه ولپن بن جانسن است.

## بازیگران
- لویی ژووه
- ژاکلین دولوباک
- هری باور
- شارل دولن
- فرنان لودو
- الکساندر رینیو
- روژه بلن
- شارل دنر
- ژان تمرسون